# Тедеско, Доменико
Доме́нико Теде́ско (нем. и итал. Domenico Tedesco; род. 12 сентября 1985, Россано, Калабрия) — немецко-итальянский футбольный тренер.

## Биография
Доменико Тедеско родился 12 сентября 1985 года в Италии, в местечке Россано, что в провинции Калабрия. Когда Тедеско было два года, его семья переехала из итальянской провинции Козенца в район Эслинген немецкой земли Баден-Вюртемберг. В Германии у его отца было собственное газетное издание, в котором Доменико упаковывал газеты, чтобы заработать на своё обучение. Ещё школьником он пробовал себя в качестве спортивного журналиста. В седьмом классе проходил практику в издании «Эсслингер». В одном из интервью, уже будучи тренером, говорил, что во время практики задавал вопрос тренеру клуба «Штутгартер Кикерс» Михаэлю Файхтенбайнеру.
После завершения профессионального обучения на торговца в оптовой и внешней торговле Тедеско также получил степень бакалавра в области промышленного инжиниринга и степень магистра в области управления инновациями.

### Личная жизнь
Женат. Супруга — Кармела, профессиональная аккордеонистка. Дочь — Лия (2016).

### Карьера игрока
Доменико фактически не был профессиональным футболистом, выступая всю свою карьеру лишь на любительском уровне в Крайслиге (9-й по рангу дивизион) за клуб «Айхвальд», где играл на позиции центрального полузащитника. Этот клуб, где Доменико также работал с детьми младше девяти лет, и стал первым в его тренерской карьере.

## Тренерская карьера

### Юношеские команды
В 2013 году Тедеско стал тренером юношеской команды «Штутгарта» до 17 лет, где проработал два года. В 2015 году он возглавил юношескую команду «Хоффенхайма» до 17 лет. Спустя год Тедеско получил повышение до тренера команды «Хоффенхайма» до 19 лет. В 2016 году Тедеско прошёл тренерские курсы Немецкого футбольного союза в академии имени Хеннеса Вайсвайлера, получив наивысшую оценку 1,0.

### «Эрцгебирге»
8 марта 2017 года Тедеско был назначен главным тренером «Эрцгебирге», на тот момент шедшем на последнем месте во Второй Бундеслиге. Контракт был рассчитан до лета 2018 года и был действительным даже при вылете клуба в Третью лигу. Под руководством Тедеско «Эрцгебирге» набрал 13 очков в первых пяти матчах, покинув зону вылета. 5 мая Доменико был оштрафован на 1500 евро за неспортивное поведение в адрес судьи на матче против «Санкт-Паули» (1:0). В 11 матчах с Тедеско клуб из Ауэ одержал шесть побед, дважды сыграл вничью, занял 14-е место и спасся от вылета.

### «Шальке 04»
В июне 2017 года Тедеско стал главным тренером «Шальке 04», сменив Маркуса Вайнцирля и подписав контракт до 2019 года. В сезоне 2017/18 «Шальке 04» под его руководством финишировал на втором месте и напрямую вышел в групповой этап Лиги чемпионов. В Бундеслиге команда набрала 63 очка в 34 матчах (18 побед, 9 ничьих и 7 поражений). При этом «Шальке 04» стал третьим по пропущенным мячам (37), но только шестым по забитым (53). Одним из самых ярких матчей сезона в Германии стала игра «Шальке» на выезде против дортмундской «Боруссии» («рурское дерби») 25 ноября 2017 года, когда гельзенкирхенцы уступали к 25-й минуте 0:4, но во втором тайме забили 4 мяча и сравняли счёт. «Шальке» за весь сезон не одержал ни одной крупной победы. При этом основной вратарь «Шальке 04» Ральф Ферманн стал одним из четырёх лучших вратарей сезона с 12 матчами «на ноль».
В августе 2018 года «Шальке» продлил контракт с Тедеско до 2022 года.
В Лиге чемпионов 2018/19 «Шальке 04» занял второе место в группе D (после «Порту», но впереди «Галатасарая» и московского «Локомотива»), одержав три победы при двух ничьих и одном поражении (мячи 6:4), и вышел в плей-офф. 14 марта 2019 года Доменико был уволен с занимаемой должности после разгромного поражения в 1/8 финала Лиги чемпионов от английского «Манчестер Сити» со счётом 0:7, а также в связи с неудовлетворительными результатами в Бундеслиге, где команда на тот момент занимала лишь 14-е место.

### «Спартак» (Москва)

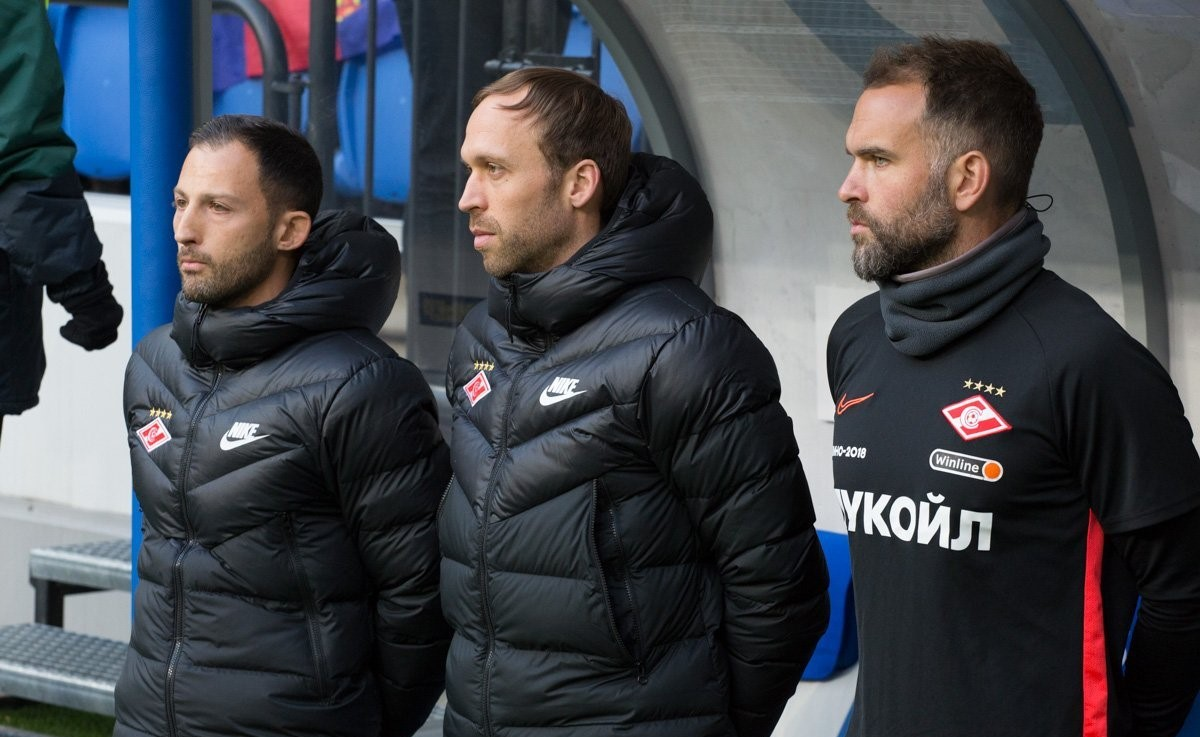
Тренерский штаб «Спартака». Слева — Доменико Тедеско (главный тренер), посередине — Андреас Хинкель (ассистент), справа — Макс Урванчки (тренер вратарей)

14 октября 2019 года специалист был назначен главным тренером московского «Спартака», став первым немецким наставником во главе этого клуба. Контракт был рассчитан до лета 2021 года. Вместе с Тедеско в его штаб вошли Андреас Хинкель и Макс Урванчки. В этот же день провёл свою первую тренировку в «Спартаке».

#### Сезон 2019/20

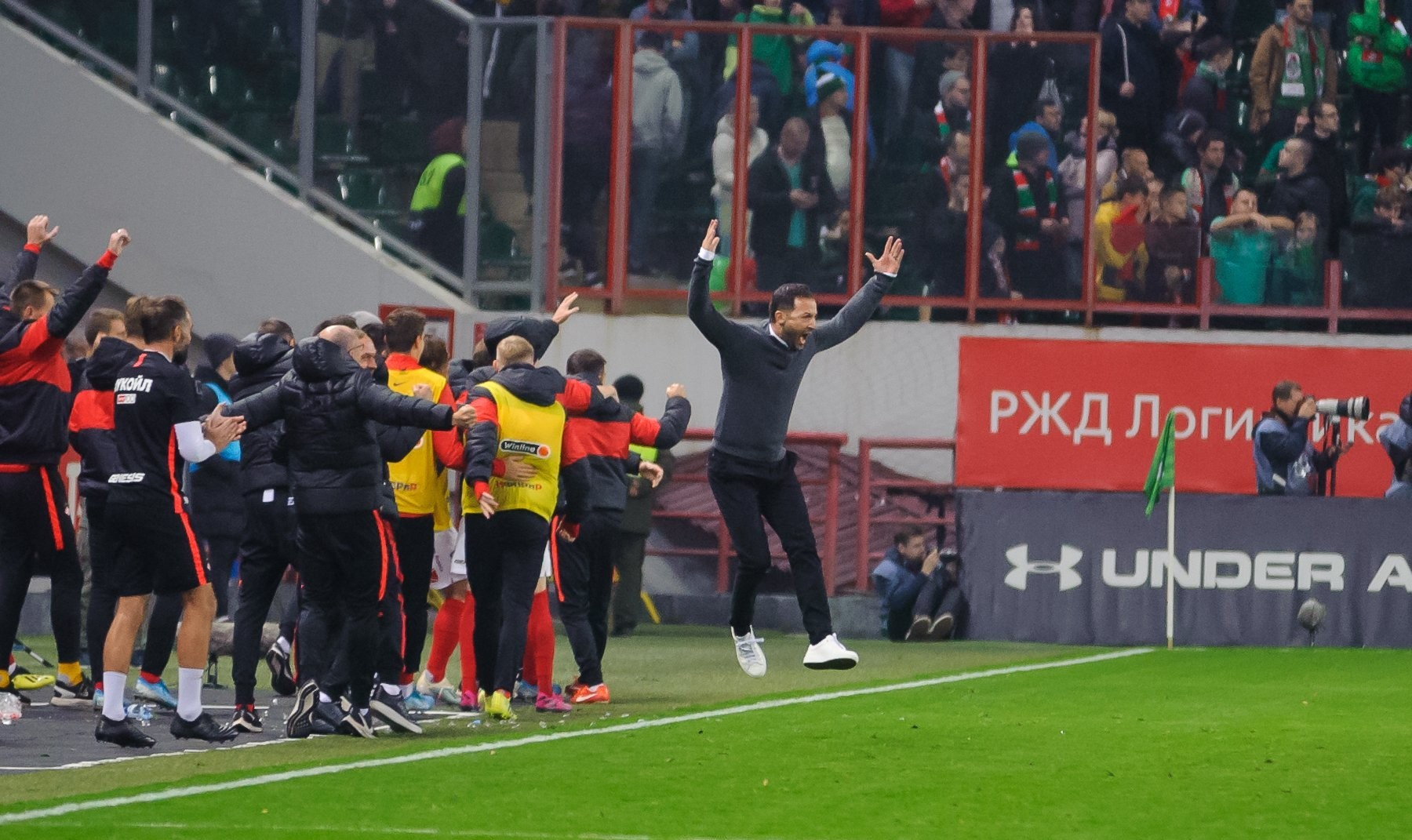
Доменико празднует забитый мяч «Спартака» в дерби с «Локомотивом»

Первый матч в качестве главного тренера «Спартака» провёл 19 октября 2019 года в 13-м туре чемпионата России 2019/20 против казанского «Рубина», «красно-белые» в этом матче сыграли 0:0. Первую победу со «Спартаком» одержал 27 октября 2019 года в гостевом матче 14-го тура чемпионата России в дерби с московским «Локомотивом», в этом матче Тедеско использовал схему с 3-мя центральными защитниками, и «Спартак» разгромил «Локомотив» со счётом 3:0. 31 октября в рамках Кубка России по футболу на стадии 1/8 финала одержал победу над «Ростовом» (2:1) и прошёл в четвертьфинал. 4 ноября 2019 года «Спартак» впервые потерпел поражение при Тедеско в матче 15-го тура РПЛ против тульского «Арсенала» (0:1).
8 февраля 2020 года «Спартак» выиграл товарищеский турнир Кубок «Париматч» Премьер, обыграв «Ростов» (2:1) и «Партизан» (3:2), а также по пенальти проиграл «Локомотиву» (1:1 в основное время, 2:4 по пенальти). Вторую часть сезона 2019/20 «Спартак» начал с победы в дерби с московским «Динамо» (2:0). 4 марта 2020 года в матче 1/4 финала кубка России «Спартак» в дополнительное время обыграл ЦСКА (3:2) и вышел в полуфинал. Всего руководил «Спартаком» в 21 матче (18 в РПЛ и 3 в кубке России), в которых команда одержала 9 побед (7 в РПЛ, 2 в кубке России), 4 ничьих и 8 поражений (7 в РПЛ и 1 в кубке России), забила 28 мячей, пропустила 23 мяча, набрала 31 очко (1,48 за игру), команда в чемпионате России заняла 7-е место, а в кубке России дошла до полуфинала, где уступила петербургскому «Зениту» (1:2).

#### Сезон 2020/21
«Спартак» начал новый сезон 2020/21 9 августа 2020 года домашним матчем с «Сочи» (2:2), в котором случился судейский скандал. Арбитр этой встречи Василий Казарцев поставил два спорных пенальти, из-за чего команда лишилась двух очков. 14 августа 2020 года во 2-м туре чемпионата России против «Ахмата» (2:0) красно-белые оформили первую победу в новом сезоне. После этого, команда в 3-м туре сыграла вничью с «Уфой» (1:1), а после выдала трёхматчевую победную серию: обыграны «Локомотив» (2:1, 4-й тур), «Ротор» (1:0, 5-й тур) и тульский «Арсенал» (2:1, 6-й тур), команда Тедеско не уступает 7 матчей подряд — это самая длинная серия при руководстве Тедеско. Также, только «Спартак» и «Сочи» не проигрывали в РПЛ по итогам 6-го тура. Команда Тедеско самая молодая в лиге — средний возраст команды составляет 23,5 года. 29 августа 2020 года «Спартак» обыграв «Арсенал» ушёл на двухнедельную паузу в чемпионате России в качестве лидера, красно-белые возглавили турнирную таблицу по итогам тура впервые с 21 мая 2017 года — дня, когда завершился чемпионский для красно-белых сезон 2016/17. Период без лидерства в чемпионате составил у спартаковцев 1197 дней. 3 сентября 2020 года Доменико Тедеско был признан лучшим тренером Российской премьер-лиги по итогам августа, за него проголосовали представители лиги, эксперты телеканала «Матч Премьер» и болельщики.
После паузы на игры сборных, «Спартак» в сентябре в 7-м туре проиграл ЦСКА (1:3), одержал победу в матче 1-го тура элитного группового этапа кубка России против «Родины» (5:1), одержал победу в 8-м туре над «Рубином» (2:0), а в 9-м туре обыграли «Тамбов» (2:0), при этом в матче с «Тамбовом» команда забила в 13 официальных матчах подряд, последний раз «Спартак» добивался такого результата в период с июня по октябрь 2011 года, когда команду тренировал Валерий Карпин, тогда серия составила 15 матчей. Победив «Тамбов», «красно-белые» набрали 20 очков, при этом, в чемпионском сезоне-2016/17 «Спартак» по итогам 9 туров имели в своём активе 19 очков. По итогам сентября, во второй раз подряд, главный тренер «Спартака» единогласно был признан представителями лиги, экспертами телеканала «Матч Премьер» и болельщиками лучшим тренером Российской премьер-лиги в сентябре.
Октябрь «Спартак» начал с домашней ничьей в матче 10-го тура с петербургским «Зенитом» (1:1), 17 октября в гостях были обыграны «Химки» (3:2). 21 октября «Спартак» проиграл гостевой матч 2-го тура элитного раунда кубка России против «Енисея» (0:1), в этом матче играли преимущественно игроки, имеющие мало игровой практики, а на замену выходили игроки «Спартака-2», но «Спартак» всё равно вышел в 1/8 финала кубка России с помощью лучшей разницы забитых и пропущенных мячей в группе. В результате поражения в Красноярске, команда Тедеско прервала результативную серию, насчитывавшую 15 матчей (последний раз без забитого гола «Спартак» уходил 11 июля, когда проиграл «Сочи»), также прервалась ещё и беспроигрышная серия из 5 игр. 24 октября «красно-белые» в гостях, в матче 12-го тура обыграли «Краснодар» (3:1) и единолично возглавили турнирную таблицу. Сразу после матча в Краснодаре, генеральный директор «Спартака» Шамиль Газизов сообщил, что клуб предложил новое соглашение главному тренеру команды Доменико Тедеско, нынешний контракт рассчитан до лета 2021 года. Последний матч октября для «Спартака» закончился поражением — 31 октября 2020 года в 13-м туре «Ростов» обыграл «красно-белых» в Москве 1:0.
Ноябрь для «Спартака» начался с результативной ничьей в Екатеринбурге — 7 ноября 2020 года в 14-туре против «Урала» (2:2), после чего все лиги ушли на очередную паузу для игр национальных команд. 20 ноября 2020 года Доменико Тедеско вошёл в список самых перспективных тренеров мира в возрасте до 45 лет по версии испанского издания AS. В следующем, 15-м туре, 21 ноября 2020 года спартаковцы снова сыграли вничью в домашнем матче с московским «Динамо» (1:1). 29 ноября 2020 года была прервана серия из трёх матчей без побед, в домашнем матче был обыгран «Ротор» (2:0).
Декабрь «красно-белые» начали с разгромной победы, 5 декабря 2020 года в домашних стенах против «Тамбова» (5:1), в этом матче «дубли» оформили Джордан Ларссон и Эсекьель Понсе, двух «дублей» за матч у «Спартака» не было семь лет (последний раз подобное случалось в декабре 2013 года), также «Спартак» забил пять мячей в чемпионате России впервые за семь лет. 12 декабря 2020 года «Спартак» в гостях проиграл «Сочи» (0:1), а 16 декабря 2020 года в заключительном 19-м туре перед зимней паузой в важном матче проиграл в гостях петербургскому «Зениту» (1:3). После матча в Санкт-Петербурге Доменико Тедеско заявил, что не будет продлевать контракт со «Спартаком» и покинет его в мае 2021 года.
Это было очень сложное решение для меня. Я горд быть тренером такого огромного клуба, всегда буду гордиться этим. Но ситуация с коронавирусом… У нас полный локдаун в Германии, я хочу быть ближе к семье. Ситуация изменилась. Когда я подписывал контракт, границы были открыты, мы могли видеться с семьёй, но сейчас ситуация изменилась. Это главная причина, по которой я принял такое решение. Это самое сложное решение в моей карьере. «Спартак» для меня семья, я верю в наших игроков.
После игры я проинформировал команду. Именно после игры. Для меня важно сказать о причинах. Владелец говорил мне, что хочет продлить контракт. Я с самого начала чувствовал любовь со стороны не только болельщиков, но и владельца. Я не хочу играть никаких игр, они этого не заслуживают — поэтому я решил объявить сейчас.

Мне сказали, что в январе сделают официальное предложение о контракте, поэтому я решил сказать сейчас. Дело не в деньгах. И клуб должен иметь время, чтобы найти нового тренера. Хочу быть честным, хочу, чтобы клуб узнал как можно раньше. Сейчас все мы вернёмся к семьям, а в январе продолжим готовиться к завершению этого потрясающего сезона. Не могу дождаться, когда снова увижу команду. Для меня важно играть с открытыми картами. И чтобы клуб учитывал мою ситуацию при решениях о трансферах во время зимнего окна.— сказал Тедеско на пресс-конференции после матча с «Зенитом».
25 декабря 2020 года «Спартак» выступил с заявлением, в котором рассказали, что клуб выражает полную поддержку Доменико Тедеско и заявляет о желании продолжить сотрудничество с ним до мая 2021 года, в свою очередь Тедеско заявил, что он полностью мотивирован и ждёт возобновления сезона.
Вторую часть сезона 2020/21 «Спартак» начал 20 февраля 2021 года гостевым матчем 1/8 финала кубка России против московского «Динамо» (0:2), в котором уступил и покинул турнир. 28 февраля 2021 года в рамках домашнего матча 20-го тура чемпионата России против «Рубина» (0:2) «красно-белые» проиграли и это стало уже четвёртое поражение подряд.
7 марта 2021 года «Спартак» в домашнем матче 21-го тура чемпионата России сокрушил «Краснодар» (6:1), отправив в ворота «быков» шесть мячей, это стала самая крупная победа «Спартака» на стадионе «Открытие Банк Арена» с момента его появления в 2014 году, также «Спартак» впервые за 6 лет забил шесть мячей в одном матче, а «Краснодар» впервые в своей истории пропустил шесть мячей. 13 марта 2021 года в гостевом матче 22-го тура чемпионата России против московского «Динамо» (2:1) красно-белые одержали волевую победу в дерби и вышли на второе место. 18 марта 2021 года в домашнем матче 23-го тура чемпионата России был разгромлен «Урал» (5:1), «Спартак» впервые за 20 лет забил не менее 5 голов в 2 домашних матчах подряд, а также впервые забил «Уралу» 3 мяча в РПЛ.
4 апреля 2021 года в гостевом матче 24-го тура чемпионата России «Спартак» обыграл «Ростов» (3:2), эта победа стала первой за 8 лет в Ростове-на-Дону. 11 апреля 2021 года в гостевом матче 25-го тура чемпионата России «красно-белые» проиграли в дерби «Локомотиву» (0:2). 18 апреля 2021 года в домашнем матче 26-го тура чемпионата России «Спартак» в день своего 99-летия разгромно проиграл «Уфе» (0:3), которая находилась в зоне вылета, после чего Доменико Тедеско принёс извинения всем болельщикам за результат, а также сказал, что «красно-белые» играли как дети: не было ни агрессии, ни эмоций. 25 апреля 2021 года в домашнем матче 27-го тура чемпионата России был обыгран ЦСКА (1:0) в дерби, «Спартак» впервые с ноября оставил свои ворота в неприкосновенности, а гостевая команда не нанесла ни одного удара в створ ворот.
3 мая 2021 года в гостевом матче 28-го тура чемпионата России был обыгран тульский «Арсенал» (2:1). 10 мая 2021 года «Спартак» в домашнем матче 29-го тура чемпионата России против «Химок» (2:1) одержал шестую волевую победу и повторил рекорд чемпионата России (в 1999 году московский «Локомотив» также одержал шесть волевых побед). Этот матч стал последним домашним матчем для Доменико Тедеско у руля команды, «Спартак» после окончания матча устроил проводы тренеру.
16 мая 2021 года, в последнем матче под руководством Тедеско, «Спартак» сыграл вничью с «Ахматом», отыгравшись со счёта 0:2. Этот результат позволил «красно-белым» занять второе место по итогам сезона и квалифицироваться в Лигу чемпионов на следующий сезон. Второе место в сезоне 2020/21 стало для «Спартака» лучшим результатом за последние четыре сезона.

### «РБ Лейпциг»
9 декабря 2021 года возглавил «РБ Лейпциг», подписав контракт до лета 2023 года. 11 декабря 2021 года провёл свой первый матч во главе клуба, в 15-м туре чемпионата Германии была обыграна мёнхенгладбахская «Боруссия» (4:1). На момент назначения Тедеско «Лейпциг» располагался на 11-м месте в турнирной таблице, набрав 18 очков в 14 турах. Однако после смены тренера команда заметно прибавила и завершила сезон в Бундеслиге на 4-м месте, квалифицировавшись в Лигу чемпионов на следующий сезон. На групповом этапе Лиги чемпионов 2021/22 команда заняла третье место в группе и получила право выступить в плей-офф Лиги Европы, где «РБ Лейпциг» вылетел в полуфинале против «Рейнджерс». 21 мая 2022 года «Лейпциг» в серии пенальти одолел «Фрайбург» в финале Кубка Германии. Этот трофей стал первым как для клуба, так и для Тедеско.
Следующий сезон команда начала неудачно, занимая 11-е место после 5-го тура Бундеслиги и набрав лишь 5 очков. 7 сентября 2022 года «Лейпциг» в матче группового этапа Лиги чемпионов со счётом 1:4 уступил украинскому «Шахтёру». После этого матча Тедеско и его тренерский штаб были уволены.

### Сборная Бельгии
8 февраля 2023 года был назначен на пост главного тренера сборной Бельгии, подписав контракт до конца чемпионата Европы 2024 года. В первых матчах под руководством Тедеско Бельгия 24 марта 2023 года разгромила сборную Швеции (3:0) в рамках 1-го тура отборочного турнира к Евро-2024, а также 28 марта 2023 года обыграла сборную Германии (3:2) в товарищеском матче. Тедеско стал третьим тренером, стартовавшим с двух побед после назначения в бельгийскую команду. 13 октября 2023 года сборная Бельгии под руководством Тедеско одержала победу над сборной Австрии со счётом 3:2 и досрочно квалифицировалась в финальную часть чемпионата Европы. 14 марта 2024 года тренер продлил контракт со сборной Бельгии до 2026 года. 
17 июня 2024 года потерпел первое поражение во главе сборной Бельгии, уступив сборной Словакии в рамках группового этапа Евро-2024 со счётом 0:1. После этого бельгийцы со счётом 2:0 обыграли сборную Румынии и сыграли в безголевую ничью со сборной Украины, выйдя в плей-офф со второго места в группе. В 1/8 финала подопечные Тедеско проиграли сборной Франции со счётом 0:1 и завершили своё выступление на турнире. Несмотря на неудачу, 7 июля 2024 года спортивный директор Королевской бельгийской футбольной ассоциации Франк Веркаутерен заявил, что Тедеско продолжит возглавлять сборную. Однако 17 января 2025 года тренер был отправлен в отставку.

## Достижения
В качестве главного тренера
«РБ Лейпциг»
- Обладатель Кубка Германии: 2021/22
- Итого: 1 трофей

## Тренерская статистика
| Команда          | Начало работы   | Завершение работы | Показатели | Показатели | Показатели | Показатели | Показатели |
| Команда          | Начало работы   | Завершение работы | М          | В          | Н          | П          | % побед    |
| ---------------- | --------------- | ----------------- | ---------- | ---------- | ---------- | ---------- | ---------- |
| Эрцгебирге       | 8 марта 2017    | 30 июня 2017      | 11         | 6          | 2          | 3          | 054,55     |
| Шальке 04        | 1 июля 2017     | 14 марта 2019     | 75         | 34         | 16         | 25         | 045,33     |
| Спартак (Москва) | 14 октября 2019 | 31 мая 2021       | 54         | 27         | 10         | 17         | 050,00     |
| РБ Лейпциг       | 9 декабря 2021  | 7 сентября 2022   | 38         | 20         | 9          | 9          | 052,63     |
| Бельгия          | 8 февраля 2023  | 17 января 2025    | 24         | 12         | 6          | 6          | 050,00     |
| Итого            | Итого           | Итого             | 202        | 99         | 43         | 60         | 049,01     |